# Dyme mamillata
Dyme mamillata är en insektsart som beskrevs av Brunner von Wattenwyl 1907. Dyme mamillata ingår i släktet Dyme och familjen Diapheromeridae. Inga underarter finns listade i Catalogue of Life.